# Tufeni (okręg Aluta)
Tufeni – wieś w Rumunii, w okręgu Aluta, w gminie Tufeni. W 2011 roku liczyła 1697 mieszkańców. 